# Elísa Elíasdóttir
Elísa Elíasdóttir (* 31. Juli 2004 in Vestmannaeyjar, Island) ist eine isländische Handballspielerin, die für die isländische Nationalmannschaft aufläuft.

## Karriere

### Im Verein
Elísa Elíasdóttir spielte in der Jugendabteilung des isländischen Vereins ÍBV Vestmannaeyja. Nachdem die Kreisläuferin im September 2020 ihren ersten Einsatz für die Erstligamannschaft von ÍBV bestritten hatte, unterschrieb sie kurz darauf ihren ersten Profivertrag. Mit ÍBV gewann sie im Jahr 2023 sowohl die isländische Meisterschaft als auch den isländischen Pokal. Seit dem Sommer 2024 steht sie beim Ligakonkurrenten Valur Reykjavík unter Vertrag. Mit Valur gewann sie 2025 den EHF European Cup sowie die isländische Meisterschaft.

### In Auswahlmannschaften
Elísa Elíasdóttir nahm mit der isländischen Jugendnationalmannschaft an der EHF U-17-Championship 2021 teil, einem Wettbewerb für Nationalmannschaften, die sich nicht für die U-17-Europameisterschaft qualifizieren konnten. Mit Island belegte sie den zweiten Platz. Am 7. Oktober 2021 bestritt sie im Alter von 17 Jahren ihr Länderspieldebüt für die isländische A-Nationalmannschaft gegen Schweden. Im darauffolgenden Jahr belegte sie mit der isländischen Jugendauswahl den achten Platz bei der U-18-Weltmeisterschaft. Elísa Elíasdóttir lief im Sommer 2023 für die isländische Juniorinnenauswahl bei der U-19-Europameisterschaft auf, die ihre Mannschaft auf Platz 13 abschloss. Ende 2023 nahm sie mit der isländischen A-Nationalmannschaft an der Weltmeisterschaft 2023 teil und schloss das Turnier auf dem 25. Platz ab. Elísa Elíasdóttir erzielte im Turnierverlauf sieben Treffer.